# Cascata Muru Mannu
Murru Mannu è una cascata situata nei territori di Villacidro, Gonnosfanadiga e  Domusnovas nella provincia del Sud Sardegna. 
Composta da un unico salto alto circa 70 metri, è una delle cascate più alte della Sardegna.

## Caratteristiche
Nasce dal rio Murru Mannu che poi prende il nome di rio Cannisoni.
Come tutte le cascate sarde, è alimentata da corsi d'acqua a regime torrentizio, pertanto la si può ammirare solo nel periodo autunno-primaverile, essendo in secca dalla tarda primavera in poi.
Può essere raggiunta con un percorso di trekking di media difficoltà e di circa 2 ore ben segnato e pulito che si svolge tutto in fondovalle.

## Natura
Anche questa cascata come tutto il massiccio del Monte Linas è costeggiata da vette che superano di media gli 800 metri d'altezza, ed è immersa nei boschi assieme a tante altre piccole cascate. 
Nei pressi di Murru Mannu è presente la Cascatella del Rio Linas, composta da tre piccoli salti.